# Johann Carl Rohmer
Johann Carl Rohmer (* 4. Mai 1891 (a.a.S. 4. März 1891) in Nürnberg; † 15. Februar 1943 in Zell) war ein deutscher Kunstmaler und Gebrauchsgraphiker.

## Leben
Ab seinem 15. Lebensjahr studierte er von 1906 bis 1909 an der Akademie der Bildenden Künste Nürnberg, anschließend an der Kunstakademie Karlsruhe und ab 1911 an der Akademie der Bildenden Künste München bei Peter Halm. Ab 1914 war er als freischaffender Künstler in Nürnberg Mitglied im Bund Deutscher Gebrauchsgraphiker und des Künstlervereins der Kunstgewerbeschulabsolventen „Künstlerklause Nürnberg e.V.“, Vorläufer des heutigen Künstlerhaus Nürnberg.
Mütterlicherseits war er der Onkel von Leo Birkmann (1911–1983), der einzige Sohn des Malermeisters Fritz Birkmann und seiner Frau Madlon geborene Schorr.

## Werke (Auswahl)

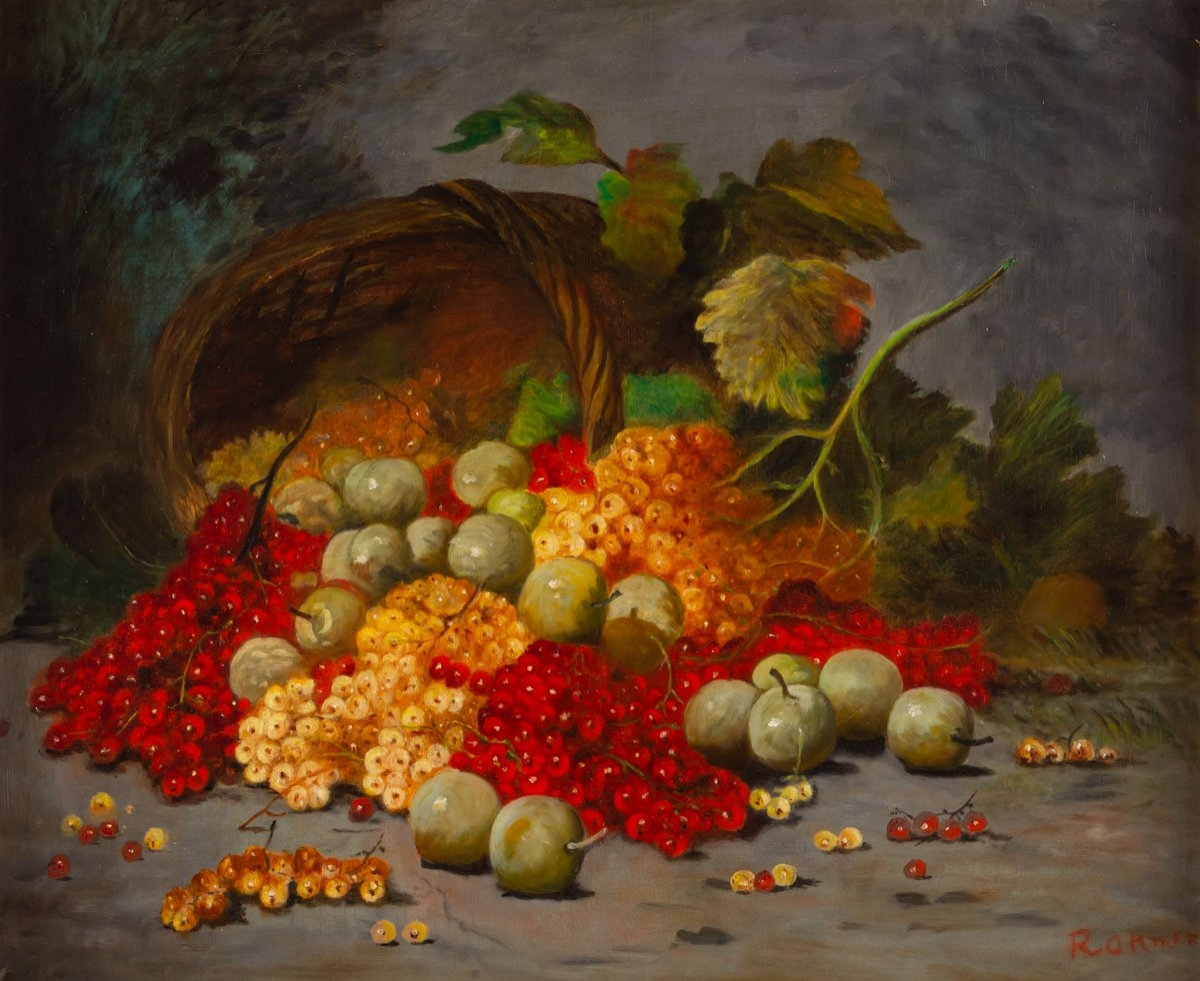
Stillleben mit roten Johannisbeeren von Johann Carl Rohmer

- 1924, Chrysanthemenstillleben, stimmungsvolles Arrangement eines Blumenstraußes auf Beistelltisch mit aufgeschlagenem Buch, Zinnkerzenleuchter, Kästchen und Blumentopf mit blühenden Tulpen vor dunklem Grund im Interieur, min. pastose Stilllebenmalerei in kraftvoll leuchtender Farbigkeit, Öl/Leinwand, 72,5 × 51 cm.
- 1928, Schwabacher Kirchweih,  Öl auf Pappe, 50,0 × 60,0 cm, Besitz der Stadt Nürnberg
- 1929, Stilleben mit Gieskanne und Blumen, Öl auf Leinwand, 90,5 × 108,5 cm, Besitz der Stadt Nürnberg[2]
- Stillleben mit roten Johannisbeeren, Öl auf Leinwand, unten rechts signiert „Rohmer“, 54 × 65 cm
- Meeresstrand, Ölgemälde
- Herbstwald, Ölgemälde
- Landschaft mit Schloß, Ölgemälde